# زیردریایی یو-۶۱۴
زیردریایی یو-۶۱۴ (به انگلیسی: German submarine U-614) یک زیردریایی است که طول آن ۶۷٫۱ متر (۲۲۰ فوت ۲ اینچ) می‌باشد. این زیردریایی در سال ۱۹۴۲ ساخته شد.